# Jatūsāna
Jatūsāna är en ort i Indien.   Den ligger i distriktet Rewari District och delstaten Haryana, i den norra delen av landet, 80 km sydväst om huvudstaden New Delhi. Jatūsāna ligger 231 meter över havet och antalet invånare är 8 500.
Terrängen runt Jatūsāna är mycket platt. Runt Jatūsāna är det tätbefolkat, med 570 invånare per kvadratkilometer. Närmaste större samhälle är Rewari, 16,7 km sydost om Jatūsāna. Trakten runt Jatūsāna består till största delen av jordbruksmark.